# Хэтфилд-хаус
Хэтфилд-хаус (англ. Hatfield House) — усадьба в городе Хатфилд в графстве Хартфордшир, на протяжении последних четырёх столетий служащая фамильным гнездом графов и маркизов Солсбери из семейства Сесилов. Это наиболее значительный из сохранившихся до нашего времени пример яковианской аристократической резиденции.

## История
Первый Хэтфилдский дворец был заложен в 1497 году кардиналом Джоном Мортоном. В годы Реформации он был изъят у церкви Генрихом VIII, который поселил здесь своих детей — будущих монархов Эдуарда VI и Елизавету I. Во дворце сохраняется много вещей Елизаветы — пара перчаток, шёлковые чулки, родословное древо (вплоть до Адама и Евы) и «горностаевый» портрет королевы кисти миниатюриста Хиллиарда.
Ныне существующий дворец был построен в 1611 году Робертом Сесилом, 1-м графом Солсбери, первым министром короля Якова Стюарта. Сады вокруг дворца считаются старейшими в Британии, автором проекта называют Традесканта-старшего. Усадьба и по сей день остаётся в собственности маркиза Солсбери; один из её прежних владельцев трижды занимал должность премьер-министра Британской империи.

В годы Первой мировой войны на территории Хэтфилдской усадьбы проходили испытания первых танков. С 1919 года здесь сохранялся единственный в мире экземпляр танка Mark I. Этот боевой танк — старейший в мире — ныне экспонируется в музее танков в Бовингтоне. 

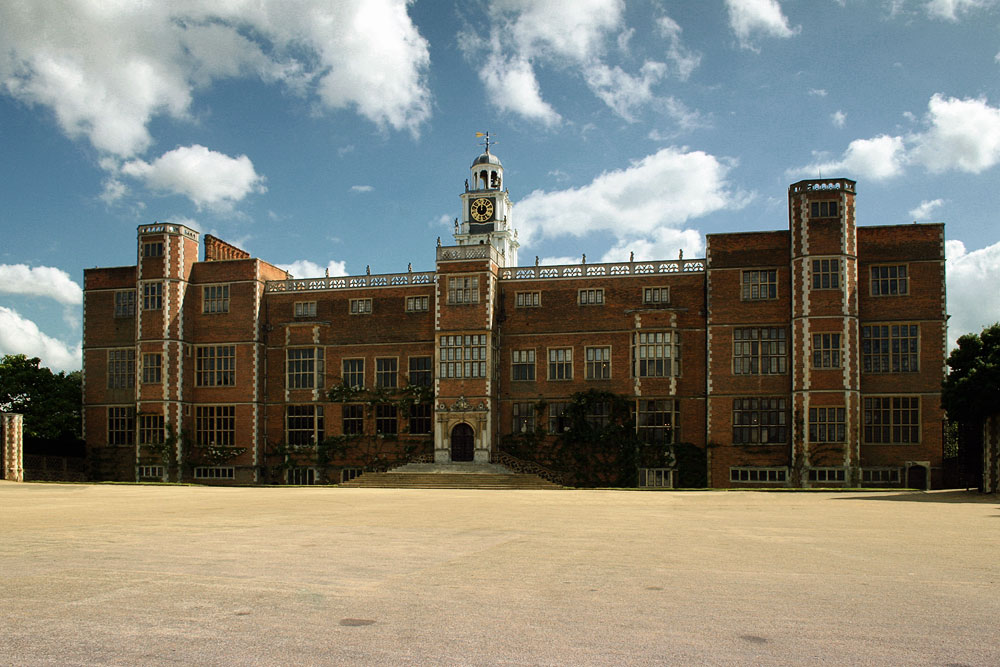
Северное крыло Хэтфилд-хауса

## Фильмы, снимавшиеся в Хэтфилде
- «Кромвель» (1970)
- «Бэтмен» (1989)
- «Орландо» (1993)
- «Влюблённый Шекспир» (1998)
- «Сонная лощина» (1999)
- «Братья по оружию» (2000)
- «Лара Крофт: расхитительница гробниц» (2001)
- «Лара Крофт: Расхитительница гробниц 2 — Колыбель жизни» (2003)
- «Чарли и шоколадная фабрика» (2005)
- «Новый Свет» (2005)
- «V — значит вендетта» (2005)
- «Золотой век» (2007)
- «Шерлок Холмс» (2008)
- «Король говорит» (2010)
- «Гарри Поттер и Дары Смерти. Часть 2» (2011)
- «7 дней и ночей с Мэрилин» (2011)
- «Шерлок Холмс: игра теней» (2011)
- «Анна Каренина» (2012)
- «Армагеддец» (2013)
- «47 Ronin» (2013)
- «Приключения Паддингтона» (2014)
- «Мистер Холмс» (2015)
- «Виктор Франкенштейн» (2015)
- «Гордость и предубеждение и зомби» (2016)
- «Корона» (телесериал) (2016)
- «Party Like a Russian» (клип), Робби Уильямс (2016)
- «Табу» (телесериал) (2017)
- «Фаворитка» (2018)
- «Король Лир» (2018)